# Suzanne Nielsen
Suzanne Nielsen (* 1970 in Holstebro) ist eine ehemalige dänische Triathletin. Sie ist Triathlon-Europameisterin auf der olympischen Distanz (1996), Ironman-Siegerin (1998) und Triathlon-Weltmeisterin auf der Langdistanz (1999).

## Werdegang
1996 wurde sie Triathlon-Europameister auf der olympischen Distanz (1,5 km Schwimmen, 40 km Radfahren und 10 km Laufen).
1998 gewann sie den Ironman New Zealand und im Juli 1999 wurde sie Weltmeisterin auf der Triathlon-Langdistanz. Sie konnte sich dreimal für einen Startplatz beim Ironman Hawaii (Ironman World Championships) qualifizieren und erreichte mit dem vierten Rang im Jahr 1999 ihre beste Platzierung.
2001 beendete Suzanne Nielsen ihre Karriere als Profi-Athletin. Sie lebt mit ihrem Partner  in Hillerød und ist als Trainerin tätig.

## Sportliche Erfolge
| Datum/Jahr    | Rang | Wettbewerb                           | Austragungsort | Zeit     | Bemerkung                                                                                          |
| ------------- | ---- | ------------------------------------ | -------------- | -------- | -------------------------------------------------------------------------------------------------- |
| 30. Aug. 1998 | 20   | ITU Triathlon World Championships    | Lausanne       | 02:12:58 | Weltmeisterschaft auf der olympischen Distanz (1,5 km Schwimmen, 40 km Radfahren und 10 km Laufen) |
| 4. Juli 1998  | 6    | ETU Triathlon European Championships | Velden         | 02:05:28 | Triathlon-Europameisterschaft auf der Kurzdistanz                                                  |
| 5. Juli 1997  | 3    | ETU Triathlon European Championships | Vuokatti       | 02:15:01 | Triathlon-Europameisterschaft                                                                      |
| 1996          | 1    | ETU Triathlon European Championships | Szombathely    | 01:59:29 | Siegerin bei der Europameisterschaft der ETU                                                       |
| 30. Juli 1995 | 3    | ETU Triathlon European Championships | Stockholm      | 02:02:20 | Triathlon-Europameisterschaft                                                                      |
| 15. Aug. 1992 | 1    | ITU Triathlon World Cup              | Embrun         | 02:42:00 | Siegerin auf der Kurzdistanz beim Embrunman                                                        |

| Datum/Jahr    | Rang | Wettbewerb                                      | Austragungsort | Zeit     | Bemerkung                                                                  |
| ------------- | ---- | ----------------------------------------------- | -------------- | -------- | -------------------------------------------------------------------------- |
| 5. Aug. 2001  | 3    | ITU Long Distance Triathlon World Championships | Fredericia     | 09:46:02 | [ 2 ]                                                                      |
| 14. Okt. 2000 | 7    | Ironman Hawaii                                  | Hawaii         | 09:53:38 | Ironman World Championships                                                |
| 18. Juni 2000 | 4    | ITU Long Distance Triathlon World Championships | Nizza          | 07:14:17 | Weltmeisterschaft auf der Langdistanz beim Triathlon International de Nice |
| 23. Okt. 1999 | 4    | Ironman Hawaii                                  | Hawaii         | 09:29:23 |                                                                            |
| 11. Juli 1999 | 1    | ITU Long Distance Triathlon World Championships | Säter          | 06:20:17 |                                                                            |
| 3. Okt. 1998  | 9    | Ironman Hawaii                                  | Hawaii         | 09:57:51 |                                                                            |
| 15. März 1998 | 1    | Ironman New Zealand                             | Auckland       | 09:50:08 | [ 3 ]                                                                      |
| 13. Juli 1997 | 2    | Ironman Europe                                  | Roth           | 09:17:44 | hinter der US-Amerikanerin Susan Latshaw                                   |
| 7. Sep. 1996  | 3    | ITU Long Distance Triathlon World Championships | Muncie         | 04:14:15 |                                                                            |

(DNF – Did Not Finish)